# ICC Women’s World Twenty20 2010
Die ICC World Women's Twenty20 2010 war die zweite Weltmeisterschaft im Twenty20-Cricket der Frauen und fand parallel zur Weltmeisterschaft der Männer vom 5. bis 16. Mai 2010 in den West Indies statt. Im Finale konnte sich Australien gegen Neuseeland durchsetzen, das damit die zweite Finalniederlage in Folge hinnehmen musste.

## Teilnehmer
Das Teilnehmerfeld besteht aus acht Mannschaften und ist mit dem der Austragung 2009 identisch:
| - Australien - Pakistan | - England - Südafrika | - Indien - Sri Lanka | - Neuseeland - West Indies |

## Format
In die zwei Vorrundengruppen wurden jeweils vier Teams gelost, in denen Jeder gegen Jeden jeweils ein Spiel absolvierte. Dabei gab es für die siegreiche Mannschaft zwei Punkte, für die unterlegene keinen. Konnte kein Sieger festgestellt werden (beispielsweise durch Regenabbruch) erhielten beide Mannschaften je einen Punkt. Sollten nach den gespielten Innings beider Mannschaften beide die gleiche Anzahl von Runs erzielt haben, folgt ein Super Over. Sollte auch dieses unentschieden verlaufen, war die Anzahl der am meisten erzielten Runs mit einem Ball entscheidend. Nach der Vorrunde qualifizierten sich jeweils die besten beiden Mannschaften für das Halbfinale, wobei bei Punktgleichheit die Net Run Rate entscheidend war. Die beiden Sieger der Halbfinals spielten anschließend das Finale aus.

## Austragungsorte
Während die Vorrundenspiele in St. Kitts ausgetragen wurden, fanden Halbfinale und Finale am gleichen Tag und Ort statt wie bei den Männern.
| Stadt      | Land                | Stadion            | Kapazität | Spiele     |
| ---------- | ------------------- | ------------------ | --------- | ---------- |
| Basseterre | St. Kitts und Nevis | Warner Park        | 8.000     | Vorrunde   |
| Bridgetown | Barbados            | Kensington Oval    | 11.000    | Finale     |
| Gros Islet | Saint Lucia         | Beausejour Stadium | 20.000    | Halbfinale |

## Kaderlisten
Die Teams benannten die folgenden Kader für das Turnier. Neuseeland benannte seinen Kader am 23. März, Südafrika am 24. März, Indien am 26. März, Pakistan am 28. März, England am 31. März, die West Indies am 1. April und Sri Lanka am 2. April 2010.
| WTwenty20 | WTwenty20 | WTwenty20 | WTwenty20 | WTwenty20 |
| Australien | England | Indien | Neuseeland |           |
| --- | --- | --- | --- | --------- |
| - Alex Blackwell (K) - Shelley Nitschke - Jess Cameron - Sarah Elliott - Rene Farrell - Rachael Haynes - Alyssa Healy (wk) - Julie Hunter - Erin Osborne - Ellyse Perry - Leah Poulton - Clea Smith - Lisa Sthalekar - Elyse Villani - Jodie Fields | - Charlotte Edwards (K) - Katherine Brunt - Holly Colvin - Lydia Greenway - Jenny Gunn - Danielle Hazell - Heather Knight - Laura Marsh - Beth Morgan - Nicky Shaw - Anya Shrubsole - Claire Taylor - Sarah Taylor (wk) - Danni Wyatt                                                                                         | - Jhulan Goswami (K) - Anjum Chopra - Soniya Dabir - Diana David - Anagha Deshpande - Rumeli Dhar - Harmanpreet Kaur - Reema Malhotra - Sulakshana Naik (wk) - Mithali Raj - Poonam Raut - Priyanka Roy - Amita Sharma - Gouher Sultana                          | - Aimee Watkins (K) - Amy Satterthwaite - Suzie Bates - Erin Bermingham - Kate Broadmore - Nicola Browne - Sophie Devine - Natalie Dodd - Lucy Doolan - Maria Fahey - Sara McGlashan (wk) - Liz Perry - Rachel Priest - Sian Ruck                                |           |
| Pakistan | Sri Lanka | Südafrika | West Indies |           |
| - Sana Mir (K) - Nain Abidi - Armaan Khan - Asmavia Iqbal - Batool Fatima (wk) - Bismah Maroof - Javeria Khan - Nida Dar - Qanita Jalil - Rabiya Shah - Sadia Yousuf - Sajjida Shah - Sania Khan - Urooj Mumtaz                                     | - Chamani Seneviratna (K) - Dilani Manodara (wk) - Suwini de Alwis - Sandamali Dolawatte - Hiruka Fernando - Inoka Galagedara - Chamari Athapaththu - Eshani Lokusuriyage - Chamari Polgampola - Udeshika Prabodhani - Deepika Rasangika - Dedunu Silva - Sripali Weerakkody - Chandi Wickramasinghe - Shashikala Siriwardene | - Cri-zelda Brits (K) - Susan Benade - Trisha Chetty (wk) - Mignon du Preez - Shandre Fritz - Shabnim Ismail - Ashlyn Kilowan - Marcia Letsoalo - Sunette Loubser - Alicia Smith - Angelique Taai - Chloe Tryon - Charlize van der Westhuizen - Dané van Niekerk | - Merissa Aguilleira (K, wk) - Kirbyina Alexander - Shemaine Campbelle (wk) - Britney Cooper - Shanel Daley - Deandra Dottin - Cordel Jack - Stacy-Ann King - Pamela Lavine - Anisa Mohammed - Juliana Nero - Shakera Selman - Tremayne Smartt - Stafanie Taylor |           |

## Turnier

### Vorrunde

#### Gruppe A
Tabelle
| Gruppe A    | Sp. | S | N | NR | P | NRR    |
| ----------- | --- | - | - | -- | - | ------ |
| Australien  | 3   | 3 | 0 | 0  | 6 | +0.550 |
| West Indies | 3   | 2 | 1 | 0  | 4 | +0.167 |
| England     | 3   | 1 | 2 | 0  | 2 | +0.900 |
| Südafrika   | 3   | 0 | 3 | 0  | 0 | −1.617 |

Spiele
| 5. Mai Scorecard | Basseterre | West Indies 175-5 (20)          | – | Südafrika 158-4 (20) |
|                  |            | West Indies gewinnt mit 17 Runs |   |                      |

| 5. Mai Scorecard | Basseterre | England 104 (17.3) / 6-2 (1)             | – | Australien 104 (19.4) / 6-2 (1) |
|                  |            | Australien gewinnt mit den meisten Sixes |   |                                 |

| 7. Mai Scorecard | Basseterre | Australien 155 (19.3)          | – | Südafrika 131-7 (20) |
|                  |            | Australien gewinnt mit 24 Runs |   |                      |

| 7. Mai Scorecard | Basseterre | West Indies 122-8 (20)         | – | England 120-9 (20) |
|                  |            | West Indies gewinnt mit 2 Runs |   |                    |

| 9. Mai Scorecard | Basseterre | England 141-6 (20)          | – | Südafrika 85 (17) |
|                  |            | England gewinnt mit 56 Runs |   |                   |

| 9. Mai Scorecard | Basseterre | Australien 133-7 (20)         | – | West Indies 124-7 (20) |
|                  |            | Australien gewinnt mit 9 Runs |   |                        |

#### Gruppe B
Tabelle
| Gruppe B   | Sp. | S | N | NR | P | NRR    |
| ---------- | --- | - | - | -- | - | ------ |
| Neuseeland | 3   | 3 | 0 | 0  | 6 | +2.514 |
| Indien     | 3   | 2 | 1 | 0  | 4 | +1.452 |
| Sri Lanka  | 3   | 1 | 2 | 0  | 2 | −1.950 |
| Pakistan   | 3   | 0 | 3 | 0  | 0 | −1.733 |

Spiele
| 6. Mai Scorecard | Basseterre | Sri Lanka 108 (19.3)        | – | Pakistan 107 (20) |
|                  |            | Sri Lanka gewinnt mit 1 Run |   |                   |

| 6. Mai Scorecard | Basseterre | Neuseeland 139-8 (20)          | – | Indien 129-8 (20) |
|                  |            | Neuseeland gewinnt mit 10 Runs |   |                   |

| 8. Mai Scorecard | Basseterre | Pakistan 104-6 (20)          | – | Indien 106-1 (16.4) |
|                  |            | Indien gewinnt mit 9 Wickets |   |                     |

| 8. Mai Scorecard | Basseterre | Neuseeland 154-7 (20)          | – | Sri Lanka 107-8 (20) |
|                  |            | Neuseeland gewinnt mit 47 Runs |   |                      |

| 10. Mai Scorecard | Basseterre | Pakistan 65-9 (20)               | – | Neuseeland 71-4 (8.2) |
|                   |            | Neuseeland gewinnt mit 6 Wickets |   |                       |

| 10. Mai Scorecard | Basseterre | Indien 144-3 (20)          | – | Sri Lanka 73-9 (20) |
|                   |            | Indien gewinnt mit 71 Runs |   |                     |

### Halbfinale
| 13. Mai Scorecard | Gros Islet | Indien 119-2 (20)                | – | Australien 123-3 (18.4) |
|                   |            | Australien gewinnt mit 7 Wickets |   |                         |

| 14. Mai Scorecard | Gros Islet | Neuseeland 180-5 (20)          | – | West Indies 124-8 (20) |
|                   |            | Neuseeland gewinnt mit 56 Runs |   |                        |

### Finale
| 16. Mai Scorecard | Bridgetown | Australien 106-8 (20)         | – | Neuseeland 103-6 (20) |
|                   |            | Australien gewinnt mit 3 Runs |   |                       |